# Perugia Calcio
El Perugia Calcio és un club de futbol d'Itàlia, de la ciutat de Perusa a la regió d'Úmbria. Va ser fundat el 1905 i actualment juga a la Sèrie B del Calcio italià.

## Història
El AC Perugia va ser fundat el 9 de juny de 1905. El seu primer president va ser Romeo Gallenga Stuart. El 2003 va guanyar el seu primer i únic títol, la Copa Intertoto. El 2005 l'equip es va nomenar Perugia Calcio.
Actualment juga a la Sèrie B italiana.

## Equipació
- Equipació titular: Samarreta vermella, pantaló blanc i mitges vermelles.
- Equipació suplent: Samarreta blanca, pantaló vermelles, mitges blancs.

## Dades del club
- Temporades a la Serie A: 13
- Millor posició a la lliga: 2n. (1978-79)

## Palmarès
- 1 Copa Intertoto (2003)
- 1 Campionat de la Sèrie B (1974/1975)
- 3 Campionat de la Sèrie C (1945/1946,1966/1967,2020/2021)
- 1 Campionat de la Sèrie C1 (1993/1994)
- 2 Campionat Primavera (1995/96, 1996/97)

## Jugadors destacats
| - Salvatore Bagni - Franco Brienza - Andrea Caracciolo - Renato Curi - Angelo Di Livio - Giuseppe Dossena - Gennaro Gattuso - Federico Giunti - Fabio Grosso - Dario Hubner - Fabio Liverani |  | - Marco Materazzi - Fabrizio Miccoli - Mauro Milanese - Fabrizio Ravanelli - Paolo Rossi - Sebastiano Rossi - Giovanni Tedesco - Marco Negri - Franco Vannini - Walter Novellino - Ibrahim Ba |  | - Dmitri Alénitxev - Milan Rapaić - Traianós Del·las - Zisis Vrizas - Marc Emmers - Bruno Versavel - Zeljko Kalac - Ahn Jung-Hwan - Hidetoshi Nakata - Rahman Rezaei - Ali Samereh |  | - Ferdinand Coly - Al-Saadi Qadhafi - Jehad Muntasser - Zé María - Müller - Iván Kaviedes - Óscar Córdoba - Marcelo Zalayeta - Jay Bothroyd - Christian Obodo - Silvio Spann |